# Teleogonia fusca
Teleogonia fusca är en insektsart som beskrevs av Walker 1851. Teleogonia fusca ingår i släktet Teleogonia och familjen dvärgstritar. Inga underarter finns listade i Catalogue of Life.